# Елера Кјуђана
Елера Кјуђана је насеље у Италији у округу Перуђа, региону Умбрија.
Према процени из 2011. у насељу је живело 10604 становника. Насеље се налази на надморској висини од 247 м.